# Barrage de Marathon
Le barrage de Marathon (grec moderne : Φράγμα Μαραθώνα / Frágma Maratona) est un barrage-poids sur la rivière Cháradros, près de sa jonction avec la rivière Varnava, à 8 km à l'ouest de Marathon et à 45 km au nord-est d'Athènes en Grèce. La retenue du barrage forme le lac Marathon, dans le but principal d'alimenter la ville en eau. Construit entre 1926 et 1929, il est le seul fournisseur d'eau d'Athènes, jusqu'en 1959. Le barrage est souvent cité pour son rôle dans la modernisation de la Grèce et le premier cas enregistré d'activité sismique associée à l'inondation d'un réservoir. Il a également été conçu pour être un symbole de la Grèce antique, en particulier des Athéniens et de la bataille de Marathon. 

## Histoire
Le barrage de Marathon est projeté, conçu, financé et soumis à un appel d'offres, en 1918, mais il est déclaré illégal par le Premier ministre Dimítrios Goúnaris, qui succède à Elefthérios Venizélos, à la fin de 1920, parce qu'il n'y a pas eu d'appel d'offres public pour le projet. Avec un fort afflux de réfugiés grecs d'Asie mineure, à la suite de la défaite lors de la guerre gréco-turque de 1919-1922 (appelée la « catastrophe d'Asie mineure ») et au traité de Lausanne de 1923, qui entraîné un échange de population entre la Grèce et la Turquie, les responsables grecs cherchent un moyen d'approvisionner Athènes, en eau supplémentaire. On estime que 1,3 million de réfugiés reviennent et que la population d'Athènes finira par doubler, entre 1920 et 1928. À l'époque, la Grèce a connu une période de troubles politiques qui a vu la chute de la monarchie et la création d'une deuxième République hellénique, ainsi que plusieurs coups d'État et contre-coups militaires. Vers la fin de cette période, tous les grands projets d'approvisionnement en eau pour Athènes sont réévalués et un rapport en cinq volumes est publié. Ce rapport décrit le barrage de Marathon comme « la solution optimale » et le « dernier recours » pour Athènes.
Le barrage est approuvé en 1923 et doit être mis en œuvre immédiatement. Après un appel d'offres public restreint, la société Ulen & Co. de New York est sélectionnée pour construire le projet. Le 22 décembre 1924, Ulen signe un contrat avec le gouvernement grec et la Banque d'Athènes pour la construction du barrage. Ce projet comprend le barrage, le réservoir, une conduite de transport de 21,5 km et une station de traitement des eaux. Le Parlement grec approuve également le projet et légifère sur la création de la Compagnie hellénique des eaux (EEY) pour superviser la construction et gérer l'eau pour Athènes, entre autres villes grecques. Le coût du projet dépasse celui de la Banque nationale de Grèce et est financé par un prêt de 10 millions de dollars, à rembourser à Ulen, qui dispose d'un soutien financier bien plus important pour mener à bien ce projet de taille moyenne. Dans le cadre de l'EEY, un consortium contrôlé par Ulen avec la Banque d'Athènes et le gouvernement grec est formé.

## Construction
La première pierre du barrage est posée par le premier ministre Aléxandros Zaïmis, en octobre 1926 ; Venizélos est également présent à la cérémonie. Avec 450 ouvriers, la construction du barrage et du réseau d'eau se poursuit pendant trois ans et, en 1929, le réservoir commence à être rempli. Les travaux du barrage et du réseau d'eau sont achevés en mai 1931,. Un an après l'inauguration, le tunnel de Boyati, long de 13,4 km, transfère à Athènes, 500 litres d'eau traitée par seconde, vers la station d'épuration de Galatsi. Le barrage va servir de principale source d'approvisionnement en eau, pour Athènes, jusqu'en 1959, date à laquelle l'eau est pompée du lac Yliki.

## Sismicité
Pendant et après le remplissage du réservoir du barrage de Marathon, il y a une activité sismique, tous les épicentres étant situés à moins de 15 km du réservoir. Les premiers tremblements de terre sont ressentis en 1931, avec deux séismes de plus de 5MW, en 1938. Tous les séismes, sauf deux, se seraient produits lors de la montée rapide du niveau du réservoir. Cette activité sismique est le plus ancien exemple connu de tremblement de terre causé par le remplissage d'un réservoir.

## Conception
Le barrage est un barrage-poids de 54 m de haut et de 285 m de long, avec une largeur de crête de 4,5 m et une largeur de base de 28 m. Le déversoir du barrage est situé près de sa culée sud et est un type de chute non contrôlée avec une capacité de décharge de 520 m3 s. Il est situé à une altitude de 223 m, tandis que la crête du barrage se trouve à 227 m. Le barrage crée un réservoir d'une capacité maximale de 41 000 000 m3 dont 34 000 000 m3 sont utilisables. Le réservoir a une profondeur maximale de 54 m et une surface de 2,45 km2. Le barrage est situé à la tête d'un bassin versant de 118 km2 avec un écoulement annuel moyen de 14 400 000 m3, dont 12 000 000 m3 sont captés. Les précipitations moyennes dans le bassin sont de 580 mm.

## Symbolisme
Le barrage de Marathon est considéré comme un symbole majeur de la modernisation en Grèce,. 
L'emplacement du barrage, près de Marathon, signifie un lien avec le passé de la Grèce avec la victoire des Athéniens à la bataille de Marathon, tandis que sa structure moderne, le plus grand projet dans les Balkans, à l'époque, se veut être un lien avec l'avenir et la victoire sur la nature. 
Une réplique du temple du Trésor des Athéniens à Delphes, construite à la base du barrage, illustre encore plus ce lien. Une plaque sur ce temple indique :

« Pour commémorer leur victoire à la bataille de Marathon, les Athéniens ont érigé un trésor à Delphes. Ce bâtiment est une réplique et commémore une victoire à Marathon en luttant contre la nature, sa vie donnant de l'eau aux citoyens d'Athènes. »

La face et la structure visible du barrage ont également été recouvertes du même marbre pentélique utilisé pour construire le Parthénon,,.